# Volta a Turquia 2015
La Volta a Turquia 2015 va ser la 51a edició de la Volta a Turquia. La cursa es disputà entre el 26 d'abril i el 3 de maig de 2015, amb un recorregut de 1.273,5 km distribuïts en vuit etapes. La cursa formà part del calendari UCI Europa Tour 2015 amb una categoria 2.HC.
El vencedor final fou el croata Kristijan Đurasek (Lampre-Merida), que s'imposà per poc més de mig minut a l'argentí Eduardo Sepúlveda (Bretagne-Séché Environnement) i per gairebé un minut a l'australià Jay McCarthy (Team Tinkoff-Saxo). Aquesta va ser la primera gran victòria de Đurasek com a professional.
En les classificacions secundàries Mark Cavendish (Etixx-Quick Step), vencedor de tres etapes, guanyà la classificació per punts, Juan Pablo Valencia (Colombia) la de la muntanya, Lluís Mas (Caja Rural-Seguros RGA) la dels esprints intermedis i el Caja Rural-Seguros RGA la classificació per equips.

## Equips participants
Amb una categoria 2.HC dins l'UCI Europa Tour, els equips UCI World Tour poden representar fins a un 70% dels equips participants, mentre la resta poden ser equips continentals professionals, equips continentals turcs i un equip nacional turc.
En aquesta edició són 21 els equips que hi prenen part: 6 World Tour, 14 equips continentals professionals i un equip continental:
- 6 World Tour: Astana Qazaqstan Team, Etixx-Quick Step, Lampre-Merida, Lotto Soudal, Orica-GreenEDGE, Team Tinkoff-Saxo
- 14 equips continentals professionals: GW Erco Shimano, Bardiani CSF, Bretagne-Séché Environnement, Caja Rural-Seguros RGA, CCC Sprandi Polkowice, Colombia, Drapac, MTN Qhubeka, Southeast, Novo Nordisk, Topsport Vlaanderen-Baloise, Unitedhealthcare, Wanty-Groupe Gobert, Nippo-Vini Fantini
- 1 equip continental: Torku Şekerspor

## Etapes
| Etapes | Data       | Recorregut          |                         | Km    | Vencedor d'etapa         | Líder de la general     | Ref.   |
| ------ | ---------- | ------------------- | ----------------------- | ----- | ------------------------ | ----------------------- | ------ |
| 1a     | 26 d'abril | Alanya - Alanya     | Etapa plana             | 144,8 | Mark Cavendish (GBR)     | Mark Cavendish (GBR)    | [ 7 ]  |
| 2a     | 27 d'abril | Alanya - Alanya     | Etapa plana             | 182,3 | Mark Cavendish (GBR)     | Mark Cavendish (GBR)    | [ 8 ]  |
| 3a     | 28 d'abril | Kemer - Elmalı      | Etapa de muntanya       | 165,3 | Davide Rebellin (ITA)    | Davide Rebellin (ITA)   | [ 9 ]  |
| 4a     | 29 d'abril | Fethiye - Marmaris  | Etapa de mitja muntanya | 131,9 | André Greipel (Alemanya) | Davide Rebellin (ITA)   | [ 10 ] |
| 5a     | 30 d'abril | Muğla - Pamukkale   | Etapa accidentada       | 159,9 | Sacha Modolo (ITA)       | Davide Rebellin (ITA)   | [ 11 ] |
| 6a     | 1 de maig  | Denizli - Selçuk    | Etapa de mitja muntanya | 184,0 | Peio Bilbao (ESP)        | Kristijan Đurasek (CRO) | [ 12 ] |
| 7a     | 2 de maig  | Selçuk - Izmir      | Etapa de mitja muntanya | 166,3 | Mark Cavendish (GBR)     | Kristijan Đurasek (CRO) | [ 13 ] |
| 8a     | 3 de maig  | Istanbul - Istanbul | Etapa plana             | 124,0 | Lluís Mas (ESP)          | Kristijan Đurasek (CRO) | [ 6 ]  |

## Classificació final
|    | Ciclista                | Equip                        | Temps       |
| -- | ----------------------- | ---------------------------- | ----------- |
| 1  | Kristijan Đurasek (CRO) | Lampre-Merida                | 31h 06' 44" |
| 2  | Eduardo Sepúlveda (ARG) | Bretagne-Séché Environnement | + 32"       |
| 3  | Jay McCarthy (AUS)      | Team Tinkoff-Saxo            | + 56"       |
| 4  | Alex Cano (COL)         | Colombia                     | + 1' 30"    |
| 5  | Serge Pauwels (BEL)     | MTN Qhubeka                  | + 1' 32"    |
| 6  | Mirko Selvaggi (ITA)    | Wanty-Groupe Gobert          | + 1' 58"    |
| 7  | Enrico Barbin (ITA)     | Bardiani CSF                 | + 2' 01"    |
| 8  | Tomasz Marczyński (POL) | Torku-Şekerspor              | + 2' 02"    |
| 9  | Adam Hansen (AUS)       | Lotto Soudal                 | + 2' 11"    |
| 10 | Javier Mejías (ESP)     | Novo Nordisk                 | + 2' 15"    |

## Evolució de les classificacions
| Etapa | Vencedor        | Classificació general | Classificació per punts | Classificació de la muntnaya | Classificació Turkish Beauties | Classificació per equips |
| ----- | --------------- | --------------------- | ----------------------- | ---------------------------- | ------------------------------ | ------------------------ |
| 1     | Mark Cavendish  | Mark Cavendish        | Mark Cavendish          | Federico Zurlo               | Federico Zurlo                 | Bardiani CSF             |
| 2     | Mark Cavendish  | Mark Cavendish        | Mark Cavendish          | Federico Zurlo               | Lluís Mas                      | Bardiani CSF             |
| 3     | Davide Rebellin | Davide Rebellin       | Mark Cavendish          | Juan Pablo Valencia          | Lluís Mas                      | CCC Sprandi Polkowice    |
| 4     | André Greipel   | Davide Rebellin       | Mark Cavendish          | Juan Pablo Valencia          | Lluís Mas                      | CCC Sprandi Polkowice    |
| 5     | Sacha Modolo    | Davide Rebellin       | Sacha Modolo            | Juan Pablo Valencia          | Lluís Mas                      | CCC Sprandi Polkowice    |
| 6     | Pello Bilbao    | Kristijan Đurasek     | Sacha Modolo            | Juan Pablo Valencia          | Lluís Mas                      | Caja Rural-Seguros RGA   |
| 7     | Mark Cavendish  | Kristijan Đurasek     | Daniele Ratto           | Juan Pablo Valencia          | Lluís Mas                      | Caja Rural-Seguros RGA   |
| 8     | Lluís Mas       | Kristijan Đurasek     | Mark Cavendish          | Juan Pablo Valencia          | Lluís Mas                      | Caja Rural-Seguros RGA   |
| Final | Final           | Kristijan Đurasek     | Mark Cavendish          | Juan Pablo Valencia          | Lluís Mas                      | Caja Rural-Seguros RGA   |